# Popayán
Popayán je hlavním městem kolumbijského departementu Cauca. Leží v údolí Pubenza v jihozápadní Kolumbii v průměrné nadmořské výšce 1 760 metrů, blízko rovníku. V roce 2016 zde žilo přibližně 280 tisíc obyvatel. Pro velké množství domů postavených v koloniálním stylu bývá nazýváno bílé město (španělsky La Ciudad Blanca).

## Historie
Město bylo založeno Sebastianem de Balalcázarem 13. ledna 1537.
Město mělo v té době velký význam, protože se nacházelo mezi městy Lima, Quito a Cartagena. I po objevení Pacifiku byl Popayán místem, kterým procházela podstatná část Španěly získaného zlata na cestě přes Cartagenu do Španělska. Výsledkem byl velký rozvoj města a výstavba honosných sídel i kostelů.
Město bylo mnohokrát ve své historii poničeno zemětřesením, naposledy v roce 1983. Obnova části města trvala téměř deset let, ale dodnes jsou některé budovy neopravené. Ve městě sídlí také významná Universidad del Cauca, jedna z nejprestižnějších univerzit v zemi. Město dalo Kolumbii nejvíce prezidentů. Popayán byl také městem spisovatelů, malířů a básníků. V blízkosti města leží Puracé National Park. Nejbližším velkým městem je Cali.

## Fotogalerie

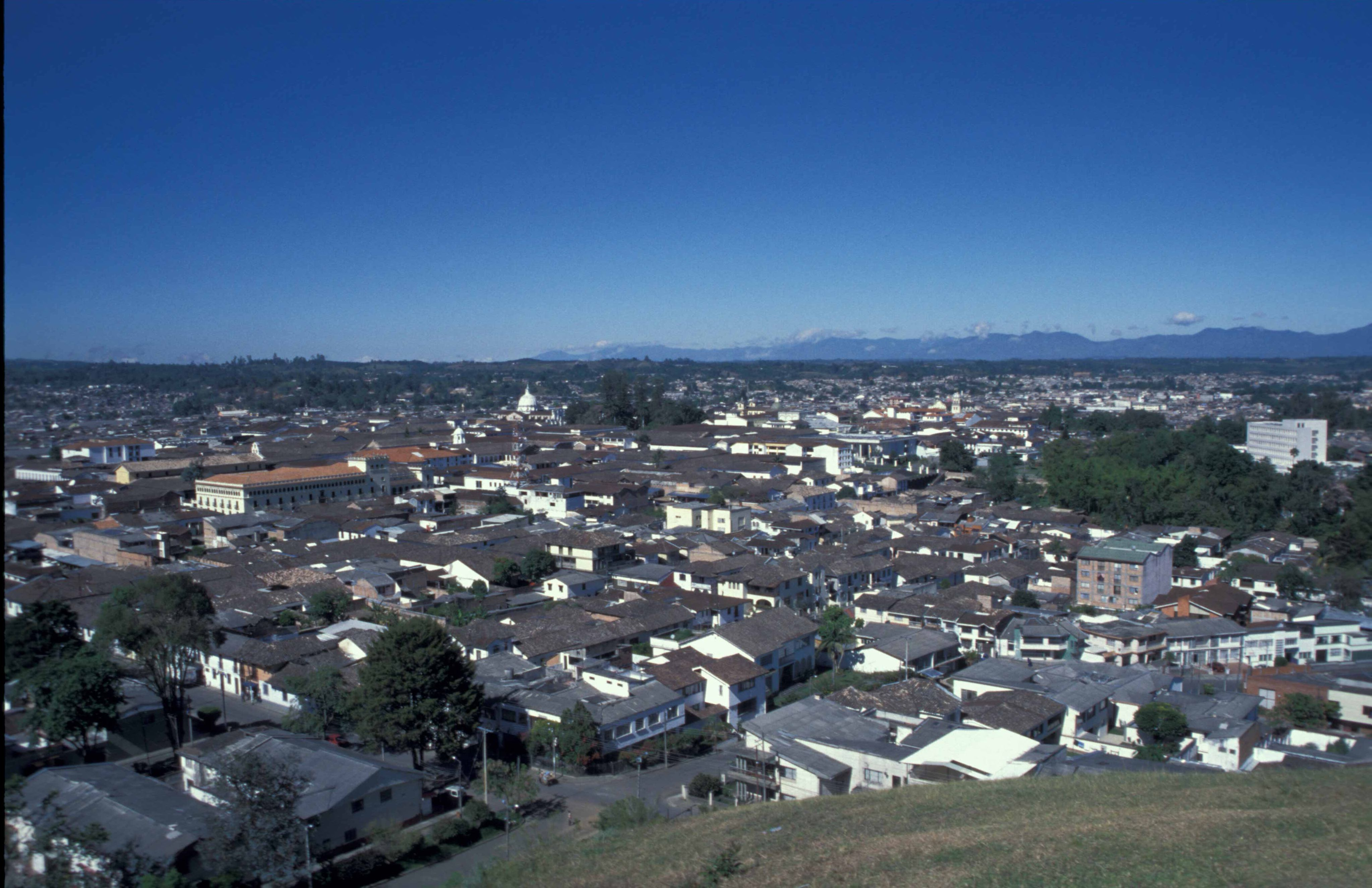
pohled na město
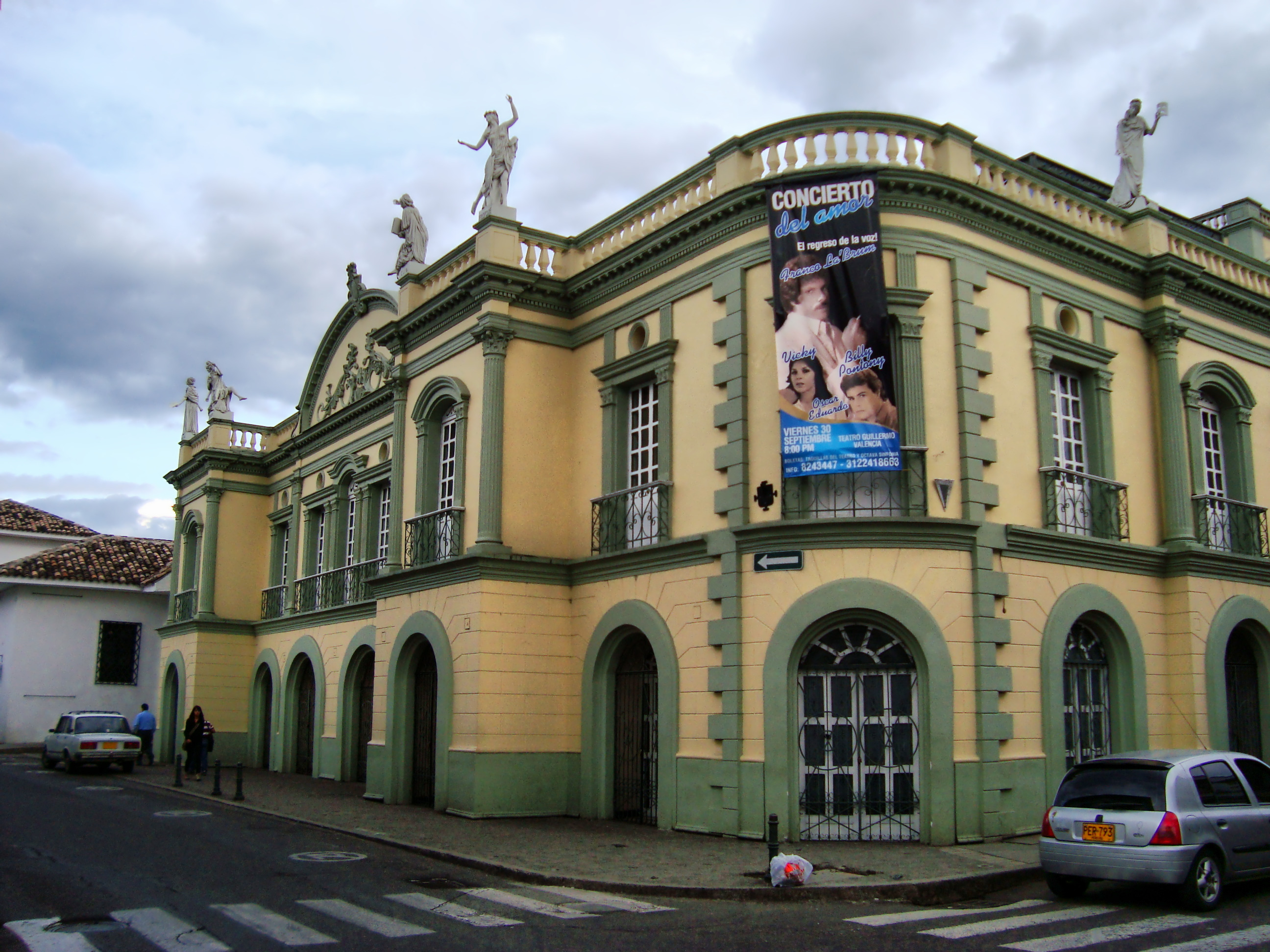
zdejší divadlo
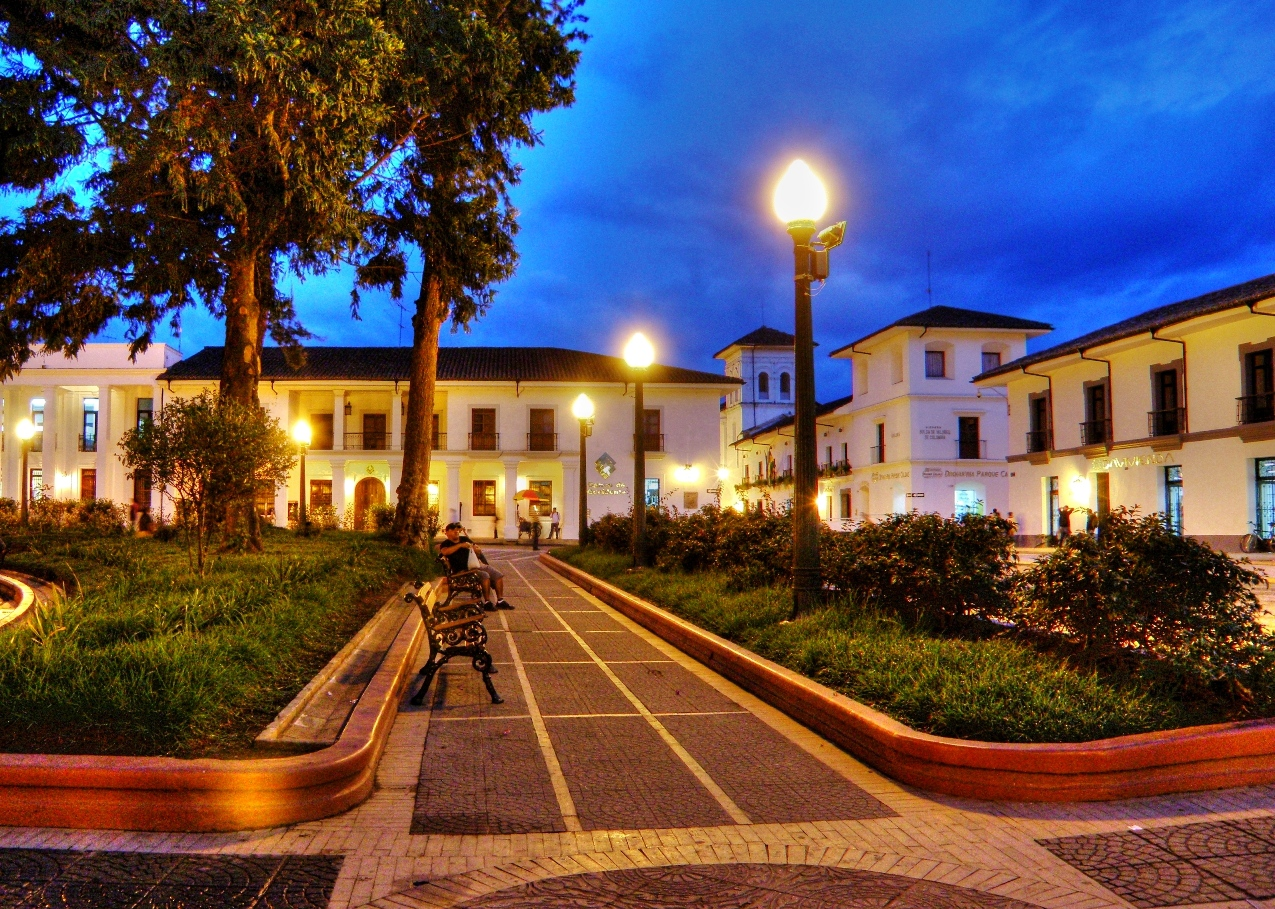
náměstí při soumraku